# Kraftwerk Vogelgrun
Das Kraftwerk Vogelgrun ist ein Laufwasserkraftwerk am Rheinseitenkanal (franz. Grand Canal d’Alsace) in Frankreich. Es liegt bei Vogelgrun im Département Haut-Rhin. Das Kraftwerk Vogelgrun ist das letzte der vier Kraftwerke im Verlauf des Rheinseitenkanals, der etwa einen Kilometer unterhalb des Kraftwerks wieder in den Rhein mündet. Für die Schifffahrt auf dem Kanal wurde in einem parallelen Kanalabschnitt eine Schleuse mit zwei Schleusenkammern gebaut. Die Verbindungsstraße zwischen dem auf deutscher Seite gelegenen Breisach am Rhein und Colmar überquert direkt oberhalb des Kraftwerks den Kanal („Europabrücke“).
Im Versailler Vertrag erhielt Frankreich 1919 das alleinige Ausbaurecht für den Rhein als Grenzfluss zwischen Deutschland und Frankreich. Das 1959 in Betrieb gegangene Kraftwerk ist Teil von Électricité de France.

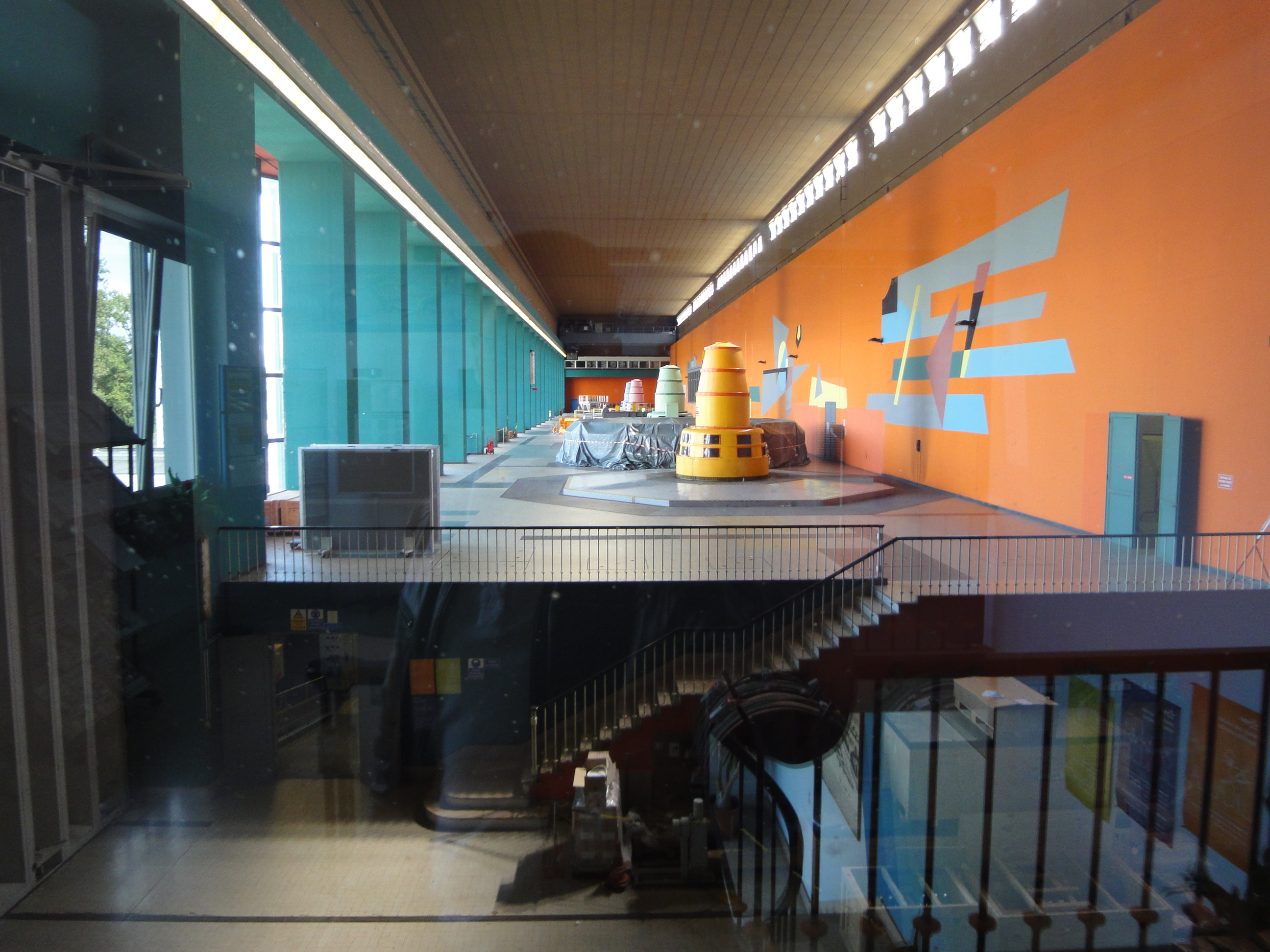
Die Staustufe Vogelgrün von innen